# Laura Radke
Laura Radke (* 12. Juli 1999 in Herten) ist eine deutsche Fußballspielerin.

## Karriere

### Vereine
Radke erlernte das Fußballspielen beim Erler SV 08 und wechselte über den SSV Buer 07/28 in die Jugendabteilung des VfL Bochum, mit dessen B-Juniorinnen sie in der Saison 2014/15 in der Bundesliga West/Südwest antrat. Im Sommer 2015 folgte der Wechsel zum Bundesligisten SGS Essen, wo sie nach einem weiteren Jahr bei den B-Juniorinnen ab der Spielzeit 2016/17 zum Kader der Bundesligamannschaft gehörte. Am 11. Dezember 2016 (10. Spieltag) feierte sie beim 5:1-Auswärtssieg gegen Bayer 04 Leverkusen mit ihrer Einwechslung für Nicole Anyomi ab der 84. Minute ihr Bundesligadebüt. Das erste Tor gelang ihr am 9. September 2017 (2. Spieltag) beim 5:2-Erfolg im Auswärtsspiel gegen den 1. FC Köln mit dem Treffer zum Endstand. Zur Saison 2018/19 unterschrieb Radke einen Einjahresvertrag bei Bayer 04 Leverkusen.
Zur Saison 2019/20 wurde sie vom MSV Duisburg verpflichtet, für den sie drei Bundesligaspiele und ein Pokalspiel bestritt. Anschließend gehörte sie von 2020 bis 2022 dem VfL Bochum in der drittklassigen Regionalliga West an. In ihrer ersten Saison kam sie in acht Punktspielen zum Einsatz, in denen sie ebenso viele Tore erzielte. In der Folgesaison traf sie 16 Mal in 28 Punktspielen.
Zur Saison 2022/23 wurde sie vom 1. FFC Turbine Potsdam verpflichtet, für den sie vom 18. September bis zum 4. Dezember 2022 sechs Punktspiele bestritt. Für die in der 2. Bundesliga spielende Zweite Mannschaft bestritt sie ebenfalls sechs Punktspiele, erzielte jedoch zwei Tore. Zum Saisonende verließ sie den Verein.
Zur Saison 2023/24 wurde sie vom Zweitligaaufsteiger Borussia Mönchengladbach verpflichtet.

### Nationalmannschaft
Die Offensivspielerin bestritt 2016 vier Länderspiele für die U17-Nationalmannschaft, zwei davon im Rahmen der Qualifikation für die Europameisterschaft in Belarus. Ihr Debüt als Nationalspielerin gab sie am 26. Januar im spanischen Salou beim 1:0-Sieg im Freundschaftsspiel gegen die U17-Nationalmannschaft Frankreichs mit Einwechslung für Anna-Lena Stolze in der 70. Minute.